# 엘렌 필리에르
엘렌 필리에르(Hélène Fillières, 1972년 5월 1일 ~ )는 프랑스의 배우이다.

## 출연 작품
- 아레스 (2016)
- 오피움 (2013)
- 윈 히스토리에 다모르 (2013)
- 돌이킬 수 없는 (2013)
- 커밍 홈 (2012)
- 로우 라이프 (2011)
- 그의 어머니의 눈 (2011)
- 웨딩 케이크 (2010)
- 레이디 채털리 (2006)
- 바닷가에서 (2002)
- 금요일 밤 (2002)
- 헬 오브 어 데이 (2001)
- 아마도 (1999)
- 비너스 보떼 (1999)